# HR 3919
Désignations
HR 3919, également désignée HD 85859, est une étoile géante de la constellation de l'Hydre. Elle est visible à l'œil nu avec une magnitude apparente de 4,88. D'après la mesure de sa parallaxe annuelle par le satellite Gaia, l'étoile est située à environ 72 pc (∼235 al) de la Terre. Elle s'éloigne du Système solaire à une vitesse radiale de +50,5 km/s.
HR 3919 est une étoile géante rouge de type spectral K2+ III CN0,5, avec la notation « CN0,5 » qui indique une légère surabondance en cyanogène dans son spectre. C'est une géante du red clump, ce qui signifie qu'elle génère son énergie par la fusion de l'hélium dans son noyau. L'étoile est estimée être âgée de 4,34 milliards d'années et elle est 1,55 fois plus massive que le Soleil. Elle est 178 fois plus lumineuse que le Soleil et sa température de surface est de 4 415 K.